# سكوت براون (دي جيه)
سكوت براون (بالإنجليزية: Scott Brown)‏ هو دي جيه بريطاني، ولد في 28 ديسمبر 1972 في غلاسكو في المملكة المتحدة.

## وصلات خارجية
- الموقع الرسمي
- سكوت براون على موقع ميوزك برينز (الإنجليزية)
- سكوت براون على موقع أول ميوزيك (الإنجليزية)
- سكوت براون على موقع ديسكوغز (الإنجليزية)